# RCA Studio II
La RCA Studio II est une console de jeux vidéo de deuxième génération produite par RCA et sortie en janvier 1977. Les graphismes des jeux de la Studio II sont en noir et blanc, ils ressemblent à ceux des consoles Pong et leurs clones.
La Studio II ne possède ni joysticks, ni manettes de jeu, mais deux claviers avec dix boutons chacun encastrés dans la console elle-même. Cette conception rend la pratique du jeu à deux joueurs peu accessible étant donné que les utilisateurs doivent être proches pour tenir la console dans leurs mains.
La console est capable d'émettre de simples « bips » avec de légères variations de ton et de durée.

## Spécifications techniques
- Microprocesseur RCA 1802 cadencé à 1,78 MHz
- ROM : 2 KB (comprend les 5 jeux inclus)
- RAM : 512 bytes
- RCA CDP 1861 "Pixie" video chip, 64x32, graphismes monochromes

## Liste des jeux

### Jeux inclus dans la console
1. Addition
2. Bowling
3. Doodle
4. Freeway
5. Patterns

### Jeux en cartouches
1. 18V400|TV Arcade I: Space War
2. 18V401|TV Arcade II: Fun with Numbers
3. 18V402|TV Arcade III: Tennis/Squash
4. 18V403|TV Arcade IV: Baseball
5. 18V404|TV Arcade Series: Speedway/Tag (par Joyce Weisbecker)
6. 18V405|TV Arcade Series: Gunfighter/Moonship Battle
7. 18V500|TV School House I (par Joyce Weisbecker)
8. 18V501|TV School House II: Math Fun
9. 18V600|TV Casino I: Blackjack
10. 18V700|TV Mystic Series: Biorhythm

Il y a aussi un jeu connu comme étant un possible prototype appelé Bingo, et qui était probablement lié à la série TV Casino.
Beaucoup de clones de la Studio II avaient les mêmes jeux mais possédaient également des titres uniques jamais publiés aux États-Unis :
- M1200-05|Star Wars (Sheen M1200)
- M1200-07|Pinball (Sheen M1200) ou Flipper (clone Allemand)

### Jeux en cartouches sortis sur les clones MPT-02 (France/Australie)
1. MG-200 Grand Pack (Blackjack and Bowling)
2. MG-201 Bingo
3. MG-202 Concentration Match
4. MG-203 Star Wars
5. MG-204 Math Fun (School House II)
6. MG-205 Pinball
7. MG-206 Biorythm
8. MG-207 Tennis/Squash
9. MG-208 Fun with Numbers
10. MG-209 Computer Quiz (School House I)
11. MG-210 Baseball
12. MG-211 Speedway/Tag
13. MG-212 Spacewar Intercept
14. MG-213 Gun Fight/Moon ship

### Jeux en cartouches sortis sur le clone Visicom COM-100 (Japon)
1. CAS-110 Arithmetic drill (Math Fun & Fun with Numbers)
2. CAS-130 Sports fan (Baseball & Sumo Wrestling)
3. CAS-140 Gambler I (Blackjack)
4. CAS-141 Gambler II (Slot Machine and Dice)
5. CAS-160 Space Command (Space War)
6. CAS-190 Inspiration (Bagua and Biorhythm)